# پیت (مجموعه تلوزیونی)
پیت یا گودال (به انگلیسی: The Pitt) یک سریال درام پزشکی آمریکایی است که توسط آر. اسکات گمیل ساخته شده و تهیه‌کنندگی اجرایی آن بر عهده جان ولز و نوآ وایل است. این دومین همکاری گمیل، ولز و وایلی است؛ آن‌ها پیش‌تر با یکدیگر در سریال ER همکاری داشته‌اند. در این سریال، نوآ وایل، تریسی ایفیچور، پاتریک بال، کاترین لناس، سوپریا گنش، فیونا دوریف، تیلور داردن، ایسا بریونز، جرن هاول و شبانه عزیز بازی می‌کنند. داستان سریال دربارهٔ کارکنان بخش اورژانس است که تلاش می‌کنند بر دشواری‌های یک شیفت کاری ۱۵ ساعته در بیمارستان خیالی «پیتسبورگ تراما مدیکال» غلبه کنند؛ آن هم در حالی که با کمبود نیرو، بودجه ناکافی و منابع محدود مواجه‌اند. هر قسمت از این فصل تقریباً یک ساعت از این شیفت کاری را پوشش می‌دهد.
پیت در تاریخ ۹ ژانویه ۲۰۲۵ از شبکه مکس پخش شد. این سریال به خاطر فیلمنامه، کارگردانی و بازی‌های بازیگران مورد تحسین منتقدان قرار گرفته است. همچنین از سوی جامعه پزشکی نیز به دلیل دقت، تصویرسازی واقع‌گرایانه از کارکنان حوزه سلامت و پرداختن به چالش‌های روانی در دنیای پس از همه‌گیری مورد تمجید قرار گرفته است. پیت در فوریه ۲۰۲۵ برای فصل دوم تمدید شد و پخش آن برای ژانویه ۲۰۲۶ برنامه‌ریزی شده است.

## طرح کلی داستان
پزشک ارشد دکتر مایکل «رابی» روبیناویچ یک شیفت طاقت‌فرسا را در بخش اورژانس بیمارستان تروما پزشکی پیتسبورگ، که کارکنان آن را «پیت» می‌نامند، با خوش‌آمدگویی به چهار تازه‌وارد آغاز می‌کند: ویکتوریا جوادی، دانشجوی سال سوم پزشکی؛ دنیس ویتاکر، دانشجوی سال چهارم پزشکی؛ دکتر ترینیتی سانتوس، کارآموز؛ و دکتر ملیسا «مل» کینگ، رزیدنت سال دوم. در طول پانزده ساعت آینده، دانشجویان و رزیدنت‌ها با وظایف حرفه‌ای خود بیشتر آشنا می‌شوند و در عین حال تلاش می‌کنند با فشارهای روحی ناشی از مراقبت از بیماران و سختی‌های کار در یک بخش اورژانس شلوغ و کم‌بودجه کنار بیایند؛ این مسیر با راهنمایی رابی و دیگر اعضای کادر پیت، از جمله پرستار مسئول دانا ایوانز، رزیدنت سال دوم دکتر کسّی مک‌کی، رزیدنت سال سوم دکتر سمیرا موهان، و رزیدنت‌های ارشد دکتر هدر کالینز و دکتر فرانک لنگدون طی می‌شود. در همین حال، رابی در تلاش است با خاطرات تلخ و ضربه‌های روانی ناشی از سالگرد چهارمین سال درگذشت استاد محبوبش، دکتر آدامسون، در دوران همه‌گیری کووید-۱۹ کنار بیاید.

## بازیگران و شخصیت‌ها

### اصلی
- نوآ وایل در نقش دکتر مایکل «رابی» روبیناویچ، پزشک ارشد که همچنان از تجربه‌های آسیب‌زای خود در دوران همه‌گیری کووید-۱۹ رنج می‌برد.
- تریسی ایفیچور در نقش دکتر هدر کالینز، رزیدنت ارشد اورژانس که با دکتر رابی دچار تنش است.
- پاتریک بال در نقش دکتر فرانک لنگدون، رزیدنت ارشد و دست راست دکتر رابی.
- کاترین لاناسا در نقش دانا ایوانز، پرستار مسئول بخش اورژانس.
- سوپریا گنش در نقش دکتر سمیرا موهان، رزیدنت سال سوم پزشکی.
- فیونا دوریف در نقش دکتر کسّی مک‌کی، رزیدنت ۴۲ ساله سال دوم که به‌عنوان مادر مجرد، پسر کوچکش هریسون را بزرگ می‌کند.
- تیلور داردن در نقش دکتر ملیسا «مل» کینگ، رزیدنت تنوع عصبی[۸] سال دوم با تجربه کاری در حوزه کهنه‌سربازان نظامی.
- ایسا بریونز در نقش دکتر ترینیتی سانتوس، رزیدنت سال اول گستاخ با شخصیتی بیش از حد مطمئن به خود.
- جرن هاول در نقش دنیس ویتاکر، دانشجوی سال چهارم پزشکی که اعتماد به نفس کمی دارد.
- شبانه عزیز در نقش ویکتوریا جوادی، دانشجوی ۲۰ ساله سال سوم پزشکی که پدر و مادرش هر دو به‌عنوان پزشکانی شناخته‌شده و محترم در همان بیمارستان کار می‌کنند.

### شخصیت‌های تکرارشونده
- شان هاتوسی در نقش دکتر جک ابوت،[۹] پزشکی که «رقیب قدیمی» رابی است.[۱۰]
- امی‌لین ابلرا در نقش پرلاه، پرستاری در بخش اورژانس.
- جالن توماس بروکس در نقش ماتئو دیاز، پرستاری در بخش اورژانس.
- براندون مندز هومر در نقش دانی، پرستاری در بخش اورژانس.
- کریستین ویانووا در نقش پرینسس، پرستاری در بخش اورژانس.
- جوانا گوئینگ در نقش ترزا ساندرز، زنی میانسال که نگران رفتار پسرش است.
- دیپتی گوپتا در نقش دکتر ایلین شمسی، پزشک ارشد و مادر ویکتوریا.
- مایکل‌هایت در نقش گلوریا آندروود، رئیس ارشد پزشکی بیمارستان.
- جکسون کلی در نقش دیوید ساندرز، پسر نوجوان و مشکل‌دار ترزا.
- کریستل وی. مک‌نیل در نقش کیارا آلفارو، مددکار اجتماعی بخش.
- الکساندرا متز در نقش دکتر یولاندا گارسیا، رزیدنت جراحی.
- درو پاول در نقش داگ دریسکول، بیماری که ساعت‌ها در اتاق انتظار اورژانس مانده است.
- آرون استورز در نقش مینو، زنی نپالی که به روی ریل قطار مترو هل داده شده است.
- براندن کینر در نقش جان بردلی، پدر نوجوانی که دچار مرگ مغزی شده است.
- اشلی رومنس در نقش جویس سنت کلر، زنی مبتلا به بیماری سلول داسی شکل.
- سامانتا سلویان در نقش لیلی بردلی، مادر نوجوانی که دچار مرگ مغزی شده است.
- میکا عبدالا در نقش جنا، دانشجوی دانشگاه که دچار اُوردوز شده است.
- ابی رایدر فورتسون در نقش کریستی ویلر، نوجوانی باردار که برای سقط جنین پزشکی وقت گرفته است.
- مارگریت مورو در نقش لینت ویلر، عمه کریستی.
- تریسی ویلار در نقش لوپه پرز، منشی بخش بیمارستان.
- شو لان توان در نقش جینجر کیتاجیما، زن سالخورده‌ای که زمین‌خورده است.
- کورتنی گروس‌بک در نقش پایپر فیشر، بیماری با رئیس سلطه‌گر که مک‌کی به قاچاق جنسی مشکوک می‌شود.
- شنی آتیاس در نقش لورا فیشر، رئیس پایپر.
- رابرت هیپس در نقش چاد اشکرافت، نامزد سابق مک‌کی و پدر هریسون.
- ایشا هریس در نقش دکتر پارکر الیس، رزیدنت ارشد شیفت شب.
- کن کیربی در نقش دکتر جان شن، پزشک ارشد شیفت شب.
- تدرا میلَن در نقش دکتر امری والش، جراح شیفت شب.

### مهمان
- براد دوریف در نقش نیل مک‌کی، پدر کسی.[۱۱]

## تولید

### توسعه
از دهه ۱۹۹۰، بازیگر نوآ وایل و تهیه‌کنندگان تلویزیونی آر. اسکات گمیل و جان ولز با یکدیگر در سریال درام پزشکی ER همکاری می‌کردند؛ این سریال از سال ۱۹۹۴ تا ۲۰۰۹ پخش می‌شد. ER در طول پخش خود موفقیت زیادی کسب کرد و بر سریال‌های درام پزشکی پس از خود تأثیر گذاشت. پس از پایان آن، گمیل و وایلی عمداً به‌دنبال پروژه‌هایی خارج از ژانر پزشکی رفتند؛ گمیل گفته بود فکر می‌کرد «دیگر هیچ‌وقت سریال پزشکی نخواهد ساخت، چون قبلاً آن را به بهترین شکل ممکن ساخته بودند».
در سال ۲۰۲۰، وایلی شروع به دریافت پیام‌های مستقیم در اینستاگرام و نامه‌های هواداری از سوی کارکنان حوزه سلامت و اورژانس کرد؛ این افراد از او بابت نقشش به‌عنوان دکتر جان کارتر در ER تشکر می‌کردند و می‌گفتند الهام‌بخش آن‌ها برای ورود به طب اورژانس بوده است. همچنین دربارهٔ سختی‌هایشان در دوران همه‌گیری کووید-۱۹ صحبت می‌کردند. وایلی بسیاری از این پیام‌ها را با ولز به اشتراک گذاشت و حس کرد می‌تواند با او سریالی بسازد که به چالش‌های معاصر کارکنان حوزه سلامت و گسترش اطلاعات نادرست پزشکی بپردازد.
در همین حال، گمیل نیز پس از گفتگو با یکی از نویسندگان تلویزیونی دربارهٔ نوآوری در ژانر درام پزشکی شروع به اندیشیدن به ایده‌های جدید کرد. گمیل، ولز و وایلی با یکدیگر و همچنین با همکاران قدیمی ER مثل جو ساکس (نویسنده تلویزیونی و پزشک اورژانس) در تماس بودند. آن‌ها تجربیات خود را در نظام سلامت به اشتراک گذاشتند و به موضوعاتی همچون همه‌گیری کووید-۱۹، بحران تخت‌های بستری، بحران فنتانیل، بحران بی‌خانمانی، و رشد جنبش‌های ضد ماسک و ضد واکسن به‌عنوان مسائلی اشاره کردند که توجهشان را جلب کرده بود.
در سال‌های بعد، گمیل، ولز و وایلی شروع به به‌اشتراک‌گذاری ایده‌های خود و توسعه یک اسپین‌آف از ER با تمرکز بر شخصیت کارتر کردند و افرادی مانند جو ساکس و دیگر همکاران سابق ER از جمله مل هربرت را نیز به پروژه جذب کردند. با این حال، استودیوهای تلویزیونی برادران وارنر نتوانست با ورثه مایکل کرایتون (خالق ER) که مدیریت آن را همسرش شری کرایتون بر عهده دارد، به توافق برسد؛ در نتیجه پروژه کنار گذاشته شد.
با این حال، پلتفرم پخش آنلاین مکس که زیرمجموعه وارنر برادرز است، همچنان علاقه‌مند بود تا سریالی درام پزشکی با بازی وایلی و همکاری همان تیم تولید کند. آن‌ها پس از پایان اعتصاب انجمن نویسندگان آمریکا در پاییز ۲۰۲۳، توسعه سریال *پیت* را آغاز کردند.
با انتقال پروژه به مکس، گمیل در ابتدا تصمیم گرفت از ابزار روایت «زمان واقعی» استفاده کند و شیفت دوازده‌ساعته در بیمارستان را دنبال کند، چرا که سریال‌های پخش مستقیم معمولاً حداکثر دوازده قسمت دارند. افزون بر این، گمیل می‌خواست اهمیت زمان را برجسته کند؛ عنصری که به باور او طب اورژانس را از سایر تخصص‌های پزشکی متمایز می‌سازد. اگرچه این روش روایی چالش‌هایی برای تولید به‌همراه داشت، تیم تولید مصمم بود نظام سلامت را از دیدگاه ارائه‌دهندگان خدمات درمانی به‌طور واقعی به تصویر بکشد و برای این منظور چندین پزشک را نیز در روند خلاقانه پروژه به کار گرفتند.
در مارس ۲۰۲۴، پلتفرم مکس دستور ساخت مستقیم پانزده قسمت برای سریال پیت را صادر کرد؛ این پروژه تحت نظارت شرکت جان ولز پروداکشن و با همکاری وارنر برادرز تلویزیون تولید شد. گفته شده بود که بودجه هر قسمت بیش از ۴ میلیون دلار آمریکا بوده است.
گمیل، ولز و وایلی به‌همراه ارین جانتو، سیمران بیدوان و مایکل هیسرش، مدیران اجرایی تولید این سریال هستند. گمیل به‌عنوان خالق سریال پیت شناخته می‌شود، قسمت آزمایشی را نوشته و به‌عنوان شورانر (مدیر اجرایی خلاق) فعالیت می‌کند.
بیدوان، گمیل، ساکس و وایلی اعضای تیم نویسندگی سریال هستند و والری چو، سینتیا آدارکوا و الیسا گرشمن نیز به این تیم پیوسته‌اند.
در فوریه ۲۰۲۵، مکس ساخت فصل دوم سریال *پیت* را نیز سفارش داد.

### فیلم‌برداری
سریال پیت در یک استیج صدا در بوربانک، کالیفرنیا فیلم‌برداری شد. صحنه‌های اضافی نیز طی سه روز در بیمارستان عمومی الگنی در پیتسبورگ ضبط شدند. هزینه ساخت دکور بیمارستان بیش از ۴ میلیون دلار بود.

### دادخواست ER
در ۲۷ اوت ۲۰۲۴ گزارش شد که ورثه کرایتون از وارنر برادرز تلویزیون، ولز، وایلی و گمیل به‌دلیل نقض قرارداد شکایت کرده‌اند. آن‌ها ادعا داشتند که *پیت* بازپردازی نسخه‌ای از دنباله برنامه‌ریزی‌شده ER است که بدون تأیید آن‌ها ساخته شده و کرایتون باید به‌عنوان خالق پیت شناخته شود.
در ۴ نوامبر ۲۰۲۴، وکلای وارنر برادرز تلویزیون در پاسخ به این شکایت درخواست رد دعوی ارائه کردند و اعلام کردند که *پیت* «کاملاً یک سریال متفاوت است».

## پخش
سریال پیت در ۹ ژانویه ۲۰۲۵ از پلتفرم مکس پخش شد. دو قسمت اول به‌صورت هم‌زمان در دسترس قرار گرفت و باقی قسمت‌ها به‌صورت هفتگی تا ۱۰ آوریل منتشر شدند.

## بازخورد
وب‌سایت گردآورنده نقدها، راتن تومیتوز، با استناد به ۷۵ نقد منتقدان، امتیاز تأیید ۹۵٪ و میانگین امتیاز ۸٫۴۵ از ۱۰ را برای سریال *پیت* گزارش داد. اجماع منتقدان این وب‌سایت چنین بیان می‌کند: «با قرار دادن آزمون‌ها و دشواری‌های زندگی بیمارستانی در چارچوب زمانی، پیت چندین فرمول آزموده‌شده را ترکیب می‌کند تا یک درام پزشکی تازه و مهیج خلق کند.»
متاکریتیک نیز که از میانگین وزنی استفاده می‌کند، با استناد به ۲۶ نقد، امتیاز ۷۶ از ۱۰۰ را برای این سریال در نظر گرفت که نشان‌دهنده «نقدهای عموماً مطلوب» است.
فیلیپ ماسیاک از نشریه نیو ریپابلیک ریتم متضاد خط‌های داستانی سریال را ستود. این سریال در جامعه پزشکی نیز بازخورد مثبتی دریافت کرده است، که بخشی از آن به دلیل به‌تصویر کشیدن دقیق پزشکی و شرایط بخش اورژانس بوده است.

## همچنین ببینید
- جزیره عشق (مجموعه تلویزیونی آمریکایی)
- ربات قاتل (مجموعه تلویزیونی)